# Once Upon a Studio
Once Upon a Studio (bra: Era Uma Vez um Estúdio) é um curta-metragem americano de comédia e fantasia animado/live-action de 2023 escrito e dirigido por Dan Abraham e Trent Correy, produzido pela Walt Disney Animation Studios e lançado pela Walt Disney Pictures. No curta, o animador Burny Mattinson descobre que os personagens da Disney ganham vida ao saírem de fotos penduradas no prédio do estúdio.
Inspirado no 100º aniversário da The Walt Disney Company em 16 de outubro de 2023, o curta-metragem foi descrito como uma "carta de amor" ao Walt Disney Animation Studios por Correy e Abraham. O estilo artístico do curta combina computação gráfica, animação tradicional e live-action.
Once Upon a Studio estreou no Festival de Cinema de Animação de Annecy em 11 de junho de 2023 e terá sua primeira exibição pública na ABC em 15 de outubro de 2023, como parte de The Wonderful World of Disney: Disney's 100th Anniversary Celebration antes da exibição nos cinemas junto com Wish: O Poder dos Desejos em 22 de novembro de 2023 nos Estados Unidos e em 4 de janeiro de 2024 no Brasil.

## Sinopse
Burny Mattinson deseja que as paredes do estúdio possam conversar entre si. Mais tarde, Mickey e Minnie Mouse saem de seus quadros na parede e planejam reunir personagens de todo o estúdio para uma foto em grupo. O curta apresenta mais de 500 personagens da Disney Animation.

## Elenco
- Burny Mattinson como ele mesmo[4]
- Renika Williams como Funcionária da Disney

### Vozes originais
- Scott Adsit como Baymax (Big Hero 6)
- Tony Anselmo como Donald Duck
- Jason Bateman como Nick Wilde (Zootopia)
- Kristen Bell como Anna (Frozen)
- Jodi Benson como Ariel (The Little Mermaid)
- Robby Benson como Beast (Beauty and the Beast)
- Ravi Cabot-Conyers como Antonio Madrigal (Encanto)
- Griffen Campbell como Pinocchio (Pinocchio)
- Auli'i Cravalho como Moana (Moana)
- Jim Cummings como Baloo (The Jungle Book) e Winnie the Pooh (Winnie the Pooh)
- Ariana DeBose como Asha (Wish)
- Chris Diamantopoulos como Mickey Mouse[5]
- Kaitlyn Robrock como Minnie Mouse[5]
- Richard Epcar como Little John (Robin Hood)
- Bill Farmer como Goofy e Pluto
- Keith Ferguson como Prince Charming (Cinderella)
- Josh Gad como Olaf (Frozen)
- Ginnifer Goodwin como Judy Hopps (Zootopia)
- Jonathan Groff como Kristoff (Frozen)
- Jennifer Hale como Cinderella (Cinderella)
- Jess Harnell como Scuttle (The Little Mermaid)
- Tom Hulce como Quasimodo (The Hunchback of Notre Dame)
- Jeremy Irons como Scar (The Lion King)
- Alan Tudyk como Mad Hatter (Alice in Wonderland)[6]
- Dwayne Johnson como Maui (Moana)

- Bob Joles como Cogsworth (Beauty and the Beast)
- Anika Noni Rose como Tiana (The Princess and the Frog)[7]
- Judy Kuhn como Pocahontas (Pocahontas)
- Nathan Lane como Timon (The Lion King)
- Luke Lowe como Flounder (The Little Mermaid)
- Idina Menzel como Elsa (Frozen)
- Jim Meskimen como Eeyore (Winnie the Pooh) e Merlin (The Sword in the Stone)
- Piotr Michael como Iago (Aladdin)
- Mandy Moore como Rapunzel (Tangled)
- Paige O'Hara como Belle (Beauty and the Beast)
- Raymond S. Persi como Flash (Zootopia)
- Ian R'Mante como Thumper (Bambi)
- John C. Reilly como Ralph (Wreck-It Ralph)
- Phoenix Reisser como Mowgli (The Jungle Book)
- Daniel Woolf como Robin Hood (Robin Hood)
- Lea Salonga como Mulan (Mulan)
- Natalie Babbitt Taylor como Snow White (Snow White and the Seven Dwarfs)
- Kelly Marie Tran como Raya (Raya and the Last Dragon)
- Lee Slobotkin como Peter Pan (Peter Pan)
- Josh Robert Thompson como Grumpy (Snow White and the Seven Dwarfs)
- Scott Weinger como Aladdin (Aladdin)
- Richard White como Gaston (Beauty and the Beast)
- Harland Williams como Carl (Meet the Robinsons)
- James Woods como Hades (Hercules)

### Gravações de arquivo
- Stan Alexander como Flower (Bambi)
- Stephen J. Anderson como Bowler Hat Guy (Meet the Robinsons)
- Awkwafina como Sisu (Raya and the Last Dragon)
- Bill Baucom como Trusty (Lady and the Tramp)
- Peter Behn como Thumper (Bambi)
- Eric Blore como Mr. Toad (The Adventures of Ichabod and Mr. Toad)
- Charlie Callas como Elliott (Pete's Dragon)
- Pat Carroll como Ursula (The Little Mermaid)
- Bobby Driscoll como Peter Pan (Peter Pan)
- Cliff Edwards como Jiminy Cricket (Pinocchio)
- Verna Felton como Flora (Sleeping Beauty)
- Santino Fontana como Hans (Frozen)
- Joseph Gordon-Levitt como Jim Hawkins (Treasure Planet)
- Robert Guillaume como Rafiki (The Lion King)
- Sterling Holloway como Cheshire Cat (Alice in Wonderland), Kaa (The Jungle Book) e Winnie the Pooh (Winnie the Pooh)
- Billy Joel como Dodger (Oliver & Company)
- Charles Judels como Stromboli (Pinocchio)
- Barbara Luddy como Merryweather (Sleeping Beauty)
- James MacDonald como Jacques e Gus (Cinderella)
- Bob Newhart como Bernard (The Rescuers)
- Clarence Nash como Donald Duck
- Adam Ryen como Cody (The Rescuers Down Under)
- Chris Sanders como Stitch (Lilo & Stitch)
- Sarah Silverman como Vanellope von Schweetz (Wreck-It Ralph)
- David Spade como Kuzco (The Emperor's New Groove)
- Mark Walton como Rhino (Bolt)
- Frank Welker como Abu (Aladdin) e Joanna (The Rescuers Down Under)
- Robin Williams como Genie (Aladdin)
- Michael-Leon Wooley como Louis (The Princess and the Frog)
- Alan Young como Scrooge McDuck (Mickey's Christmas Carol)

## Produção

### Desenvolvimento
Once Upon a Studio foi criado espontaneamente em preparação para o centenário da The Walt Disney Company em outubro de 2023; os diretores Trent Correy e Dan Abraham discutiram ideias durante seu tempo livre por aproximadamente oito meses. A dupla chamou o filme de uma "carta de amor" ao Walt Disney Animation Studios, bem como de "um agradecimento a qualquer pessoa do público que já esteve conectado com um filme nos últimos cem anos". O curta-metragem inclui mais de 500 personagens e vocais de mais de 40 dubladores. Isso inclui os diálogos do Gênio, que serão provenientes de áudio não utilizado anteriormente gravado por Robin Williams, de acordo com Josh Gad, a voz de Olaf. Once Upon a Studio combina animação tradicional, animação por computador e live-action.

### Animação
Eric Goldberg atuou como chefe de animação desenhada à mão, enquanto Andrew Feliciano trabalhou como chefe de animação por computador.
Entre os animadores desenhados à mão recrutados para o curta estavam os atuais animadores da Disney Mark Henn, Randy Haycock, Alex Kupershmidt e Bert Klein que também forneceram animação para o curta, assim como os ex-animadores da Disney James Baxter, Ruben Aquino, Tony Bancroft, Nik Ranieri, e Will Finn. Os animadores trabalharam tanto em personagens que já animaram como em outros personagens clássicos; Baxter solicitou aos diretores que trabalhassem nos personagens de Bambi (1942), por ter sido fã do filme quando criança. Goldberg recrutou animadores de CG para o estúdio que também tinham experiência em animação desenhada à mão.
Também foram contratados aprendizes de desenho à mão para fazer a animação do curta. Os personagens foram animados de uma forma que reproduzia o estilo artístico de seus filmes originais, mantendo sua essência.
Quase 80% da animação do curta é desenhada à mão. Por insistência dos diretores, a animação desenhada à mão foi feita com tinta e papel, o que Goldberg aprovou. Goldberg fez as cenas inteiramente desenhadas à mão, após o que Feliciano criaria uma animação CG que correspondesse ao movimento dos personagens desenhados à mão.
Ele também animou pessoalmente a cena onde Mickey se aproxima de uma foto de Walt Disney, pois se interessou pela cena devido ao seu tom emocional, assim como o Gênio, que ele animou originalmente em Aladdin (1992), e personagens originalmente desenhados por Ward Kimball.
Os animadores CG tiveram que reconstruir os modelos de personagens CGI criados antes de Enrolados devido às atualizações feitas na tecnologia de animação feitas ao longo dos anos, com rigging e renderização sendo retrabalhados para que pudessem ser usados com tecnologia moderna.
Os animadores de CG trabalharam em estreita colaboração com a equipe de desenho à mão, com Goldberg e Feliciano, fã de Aladdin desde a infância, inspecionando o curta para determinar se uma cena seria liderada por um personagem desenhado à mão ou em CG, após o que avaliariam se um personagem desenhado à mão ou em CG deve ser animado primeiro na cena. Animadores com experiência em animação desenhada à mão e CG, como Tyler Pacana e Tony DeRosa, trabalharam em cenas combinando os dois formatos; Pacana usou uma técnica chamada “fantoches 2D” para ajudar a preparar a foto final.

### Música
Dave Metzger compôs a trilha sonora do curta, que foi composta de forma que lembrasse a aparição de estreia de cada personagem. A cena em que Mickey se aproxima de uma foto de Walt Disney apresenta a música “ Feed the Birds ” de Mary Poppins, que foi escolhida por ser a preferida da Disney. Enquanto discutiam a ideia com o produtor musical executivo Matt Walker, ele sugeriu contratar o co-escritor Richard M. Sherman para realizar uma nova versão da música. Sherman gravou a música em 22 de agosto, no escritório original da Disney e usando o mesmo piano em que cantou a música.  A música "When You Wish Upon a Star" de Pinóquio, foi cantada pelos personagens no final no curta.

## Lançamento
Once Upon a Studio estreou no Festival de Cinema de Animação de Annecy durante a cerimônia de abertura em 11 de junho de 2023. Também foi exibido para os participantes do painel do Walt Disney Studios no Destination D23 em 10 de setembro de 2023, onde foi aplaudido de pé.
Ele teve sua primeira exibição pública na ABC em 15 de outubro de 2023, como parte de The Wonderful World of Disney: Disney's 100th Anniversary Celebration, antes de ser exibido nos cinemas com Wish em 22 de novembro de 2023.
No Brasil, a estreia ocorreu também no Disney+ em 16 de outubro e posteriormente foi lançado junto a Wish em 4 de janeiro de 2024.